# General der Luftnachrichtentruppe
General der Luftnachrichtentruppe (em português: General das Tropas de Comunicação da Força Aérea) foi uma patente militar da Luftwaffe. Até ao final da Segunda Guerra Mundial, em 1945, este ponto de três estrelas (OF-8) era equivalente ao posto de Tenente-general.

## Generais
Houve apenas três generais das tropas de comunicação da força aérea:
- Wolfgang Martini, promovido em 1941[2]
- Friedrich Fahnert, promovido em 1945[3]
- Walter Surén, promovido em 1945[4]